# BEGINS ≠ YOUTH
《BEGINS ≠ YOUTH》(비긴즈유스)는 대한민국의 웹드라마이다. 지난 2015년 발매된 방탄소년단의 '화양연화'앨범 스토리 기반의 2차 창작 콘텐츠이다.

## 줄거리
집안의 명예를 위해 순종해야 하는, 엄마의 죽음을 지켜봐야 했던, 가난 속에서 가족을 먹여 살려야 하는, 엄마로부터 버림받았던, 가정폭력으로부터 고통받고 있는, 거짓말을 강요받아온, 새로운 가족에서 인정받지 못하는, 일곱 소년들이 만나 만들어내는 성장스토리

## 등장 인물
- 서지훈: 김환 역
- 노종현: 김세인 역
- 안지호: 정호수 역
- 서영주: 김도건 역
- 김윤우: 박하루 역
- 정우진: 김주안 역
- 전진서: 전제하 역

## 주변 인물
- 정성일: 김창준 역
- 김남희: 송준호 역
- 남명렬: 구현복 역
- 우희진: 황서연 역
- 성지루: 학생주임 역
- 김영웅: 김성훈 역
- 이항나: 신선미 역
- 유여운: 최지한 역
- 이시후
- 박정언

## 참고 사항
- 2021년 11월 22일, 제작사 초록뱀미디어 측이 마지막 촬영을 완료했다고 밝혔다.